# 204
Évszázadok: 2. század – 3. század – 4. század
Évtizedek: 150-es évek – 160-as évek – 170-es évek – 180-as évek – 190-es évek – 200-as évek – 210-es évek – 220-as évek – 230-as évek – 240-es évek – 250-es évek
Évek: 199 – 200 – 201 – 202 –  203 – 204 – 205 – 206 – 207 – 208 – 209

## Események

### Római Birodalom
- Lucius Fabius Cilo Septiminus Catinius Acilianus Lepidus Fulcinianust (helyettese L. Pomponius Liberalis) és Marcus Annius Flavius Libót választják consulnak.
- Septimius Severus megrendezi a ludi saecularest, elvileg az augustusi számítást követve.

### Kína
- Cao Cao öthónapos ostrom után elfoglalja Je városát, a Jüan klán központját. Jüan Sang északra menekül, Ping tartomány kormányzója, Kao Kan hűséget esküszik Cao Caónak.

## Születések
- Elegabalus, római császár
- Philippus Arabs, római császár
- Cao Zsuj, Cao Vej állam császára

## Fordítás
- Ez a szócikk részben vagy egészben  a(z)   204 című francia Wikipédia-szócikk ezen változatának fordításán alapul.  Az eredeti cikk szerkesztőit annak laptörténete sorolja fel. Ez a jelzés csupán a megfogalmazás eredetét és a szerzői jogokat jelzi, nem szolgál a cikkben szereplő információk forrásmegjelöléseként.